# Palesztina nemzetközi elismertsége

A Palesztinát (fekete) elismerő államok.
Államok, melyek elismerték Palesztinát független államnak
Államok, melyek bejelentették, hogy el fogják ismerni Palesztinát független államnak
Államok, melyek bejelentették, hogy feltételesen el fogják ismerni Palesztinát független államnak
Államok, melyek nem ismerték el Palesztina függetlenségét

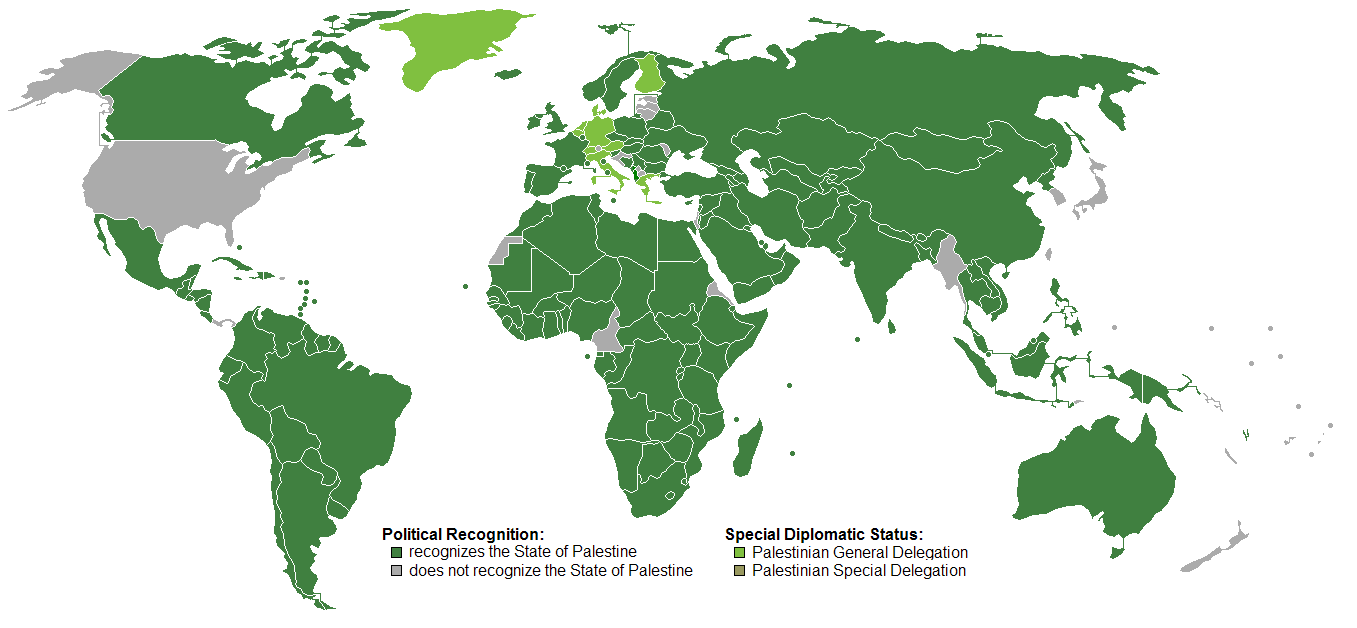
A Palesztinát elismerő államok.
Államok, melyek elismerték Palesztinát független államnak
Államok, melyek nem ismerték el Palesztina függetlenségét
Palesztinával diplomáciai kapcsolatban álló államok, melyek ennek ellenére sem ismerik el a függetlenséget
Palesztinával speciális diplomáciai kapcsolatban álló országok

Ez a lista azoknak az államoknak vagy szervezeteknek a felsorolása, amelyek elismerték Palesztina függetlenségét.

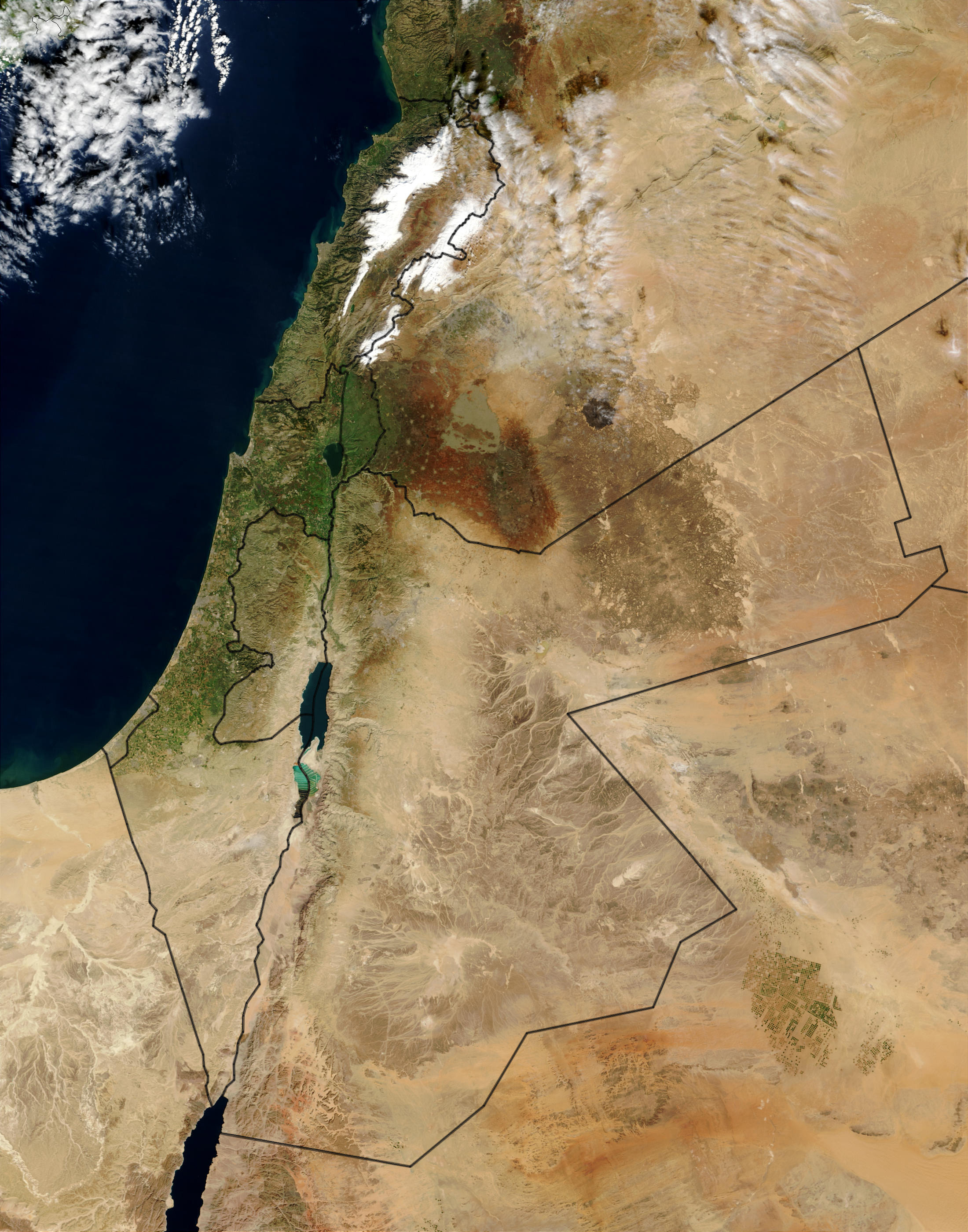

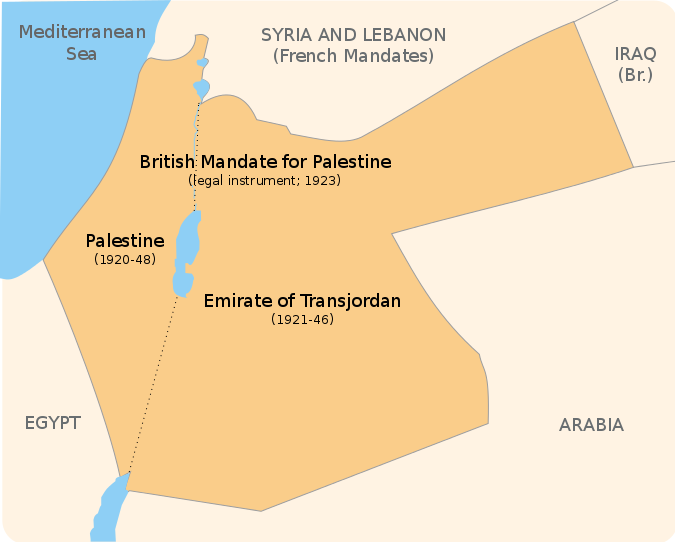

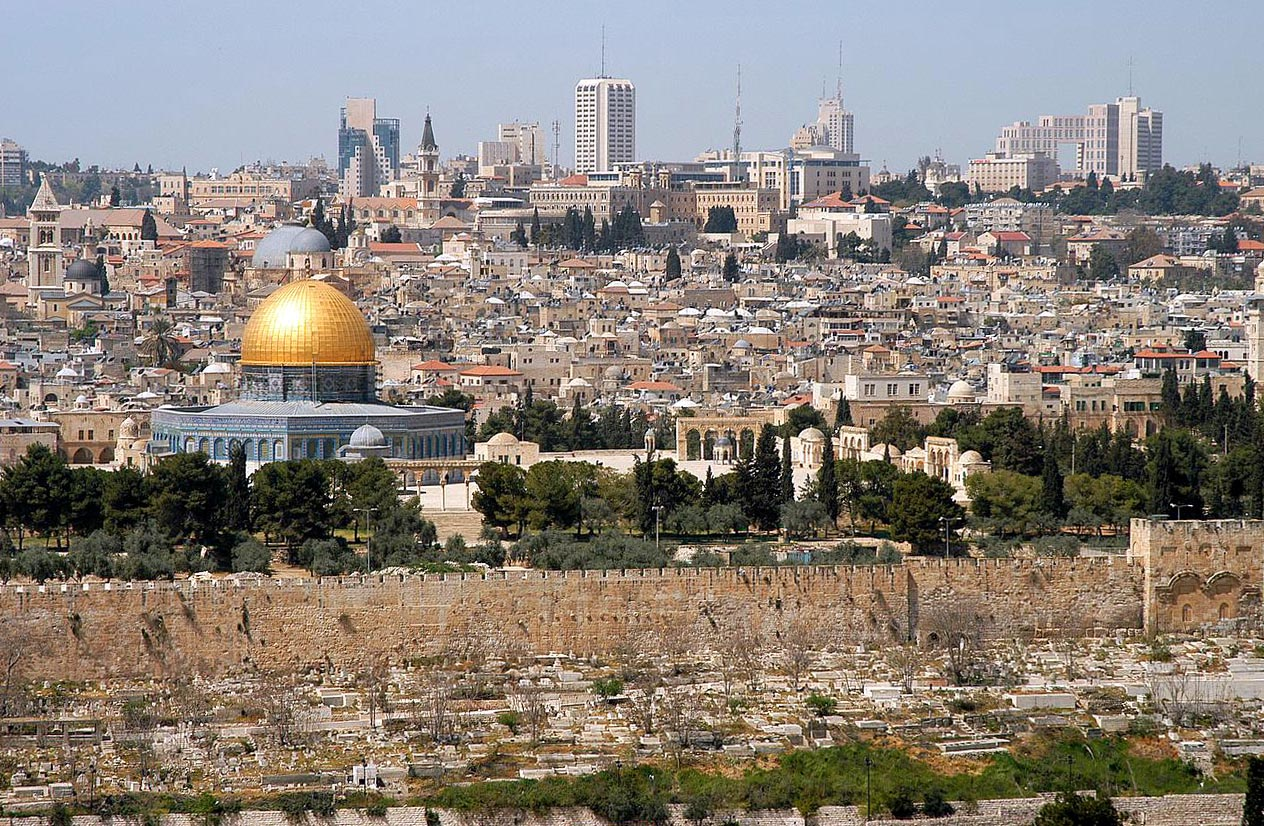
Dome in Jerusalem The Capital City Of Palestine

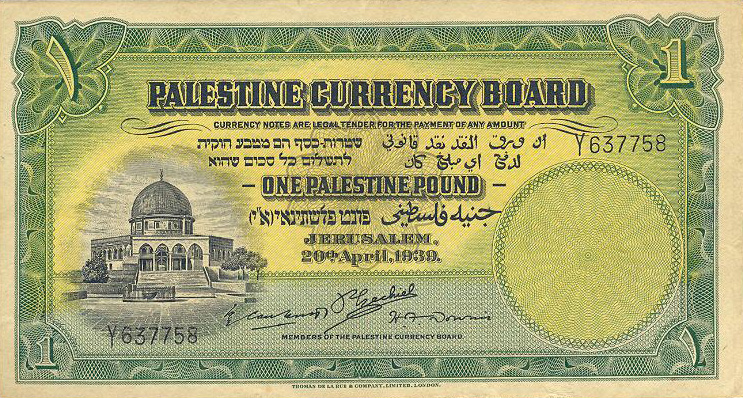

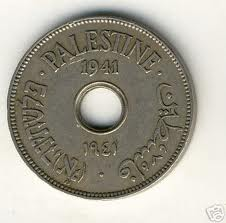

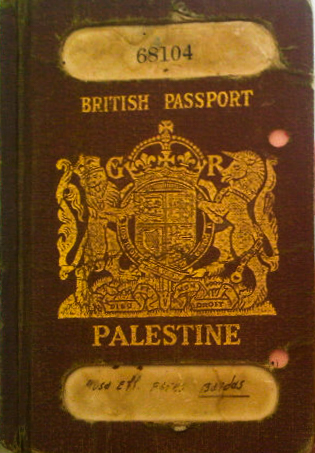

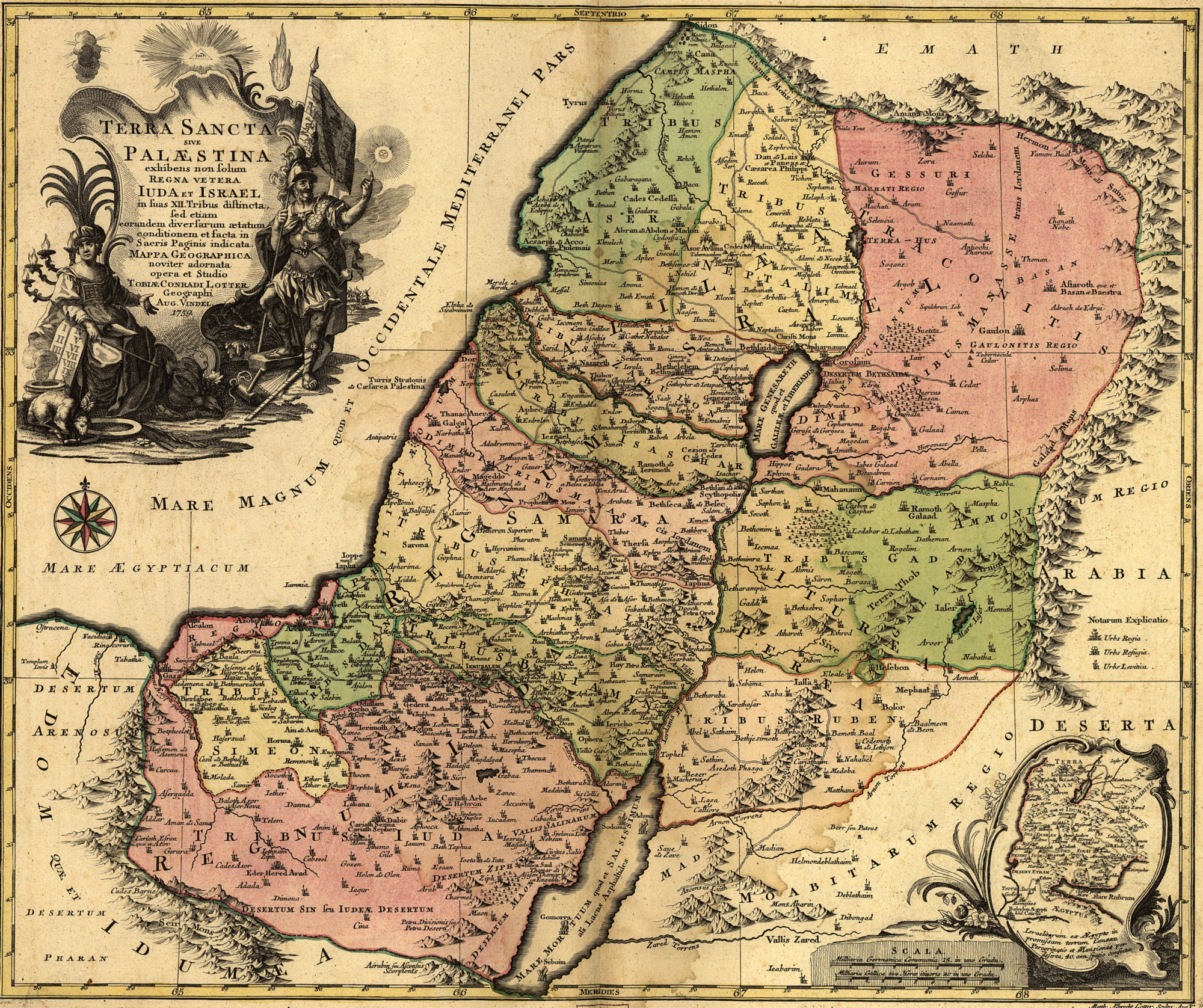
PALESTINE 1759

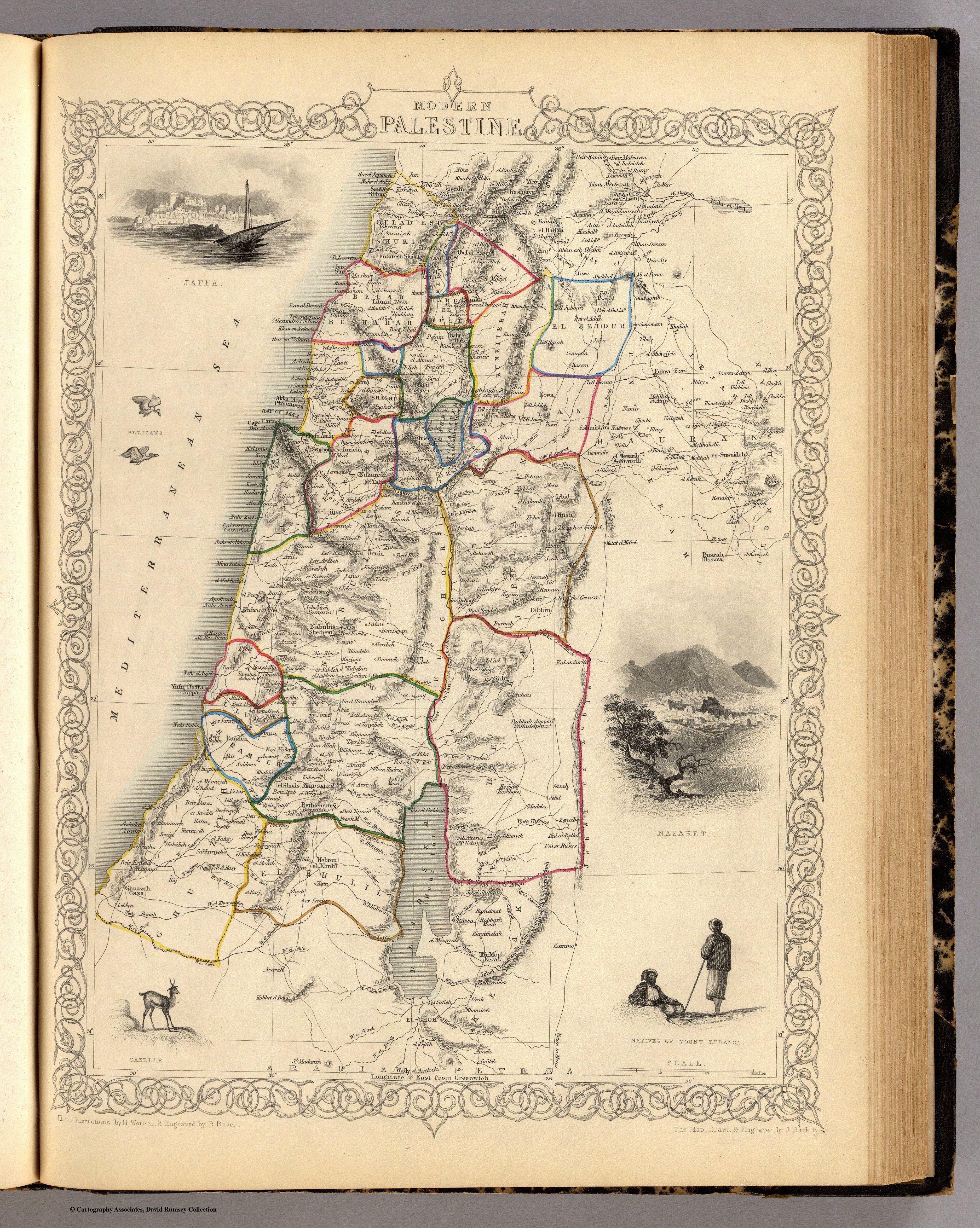
PALESTINE 1851

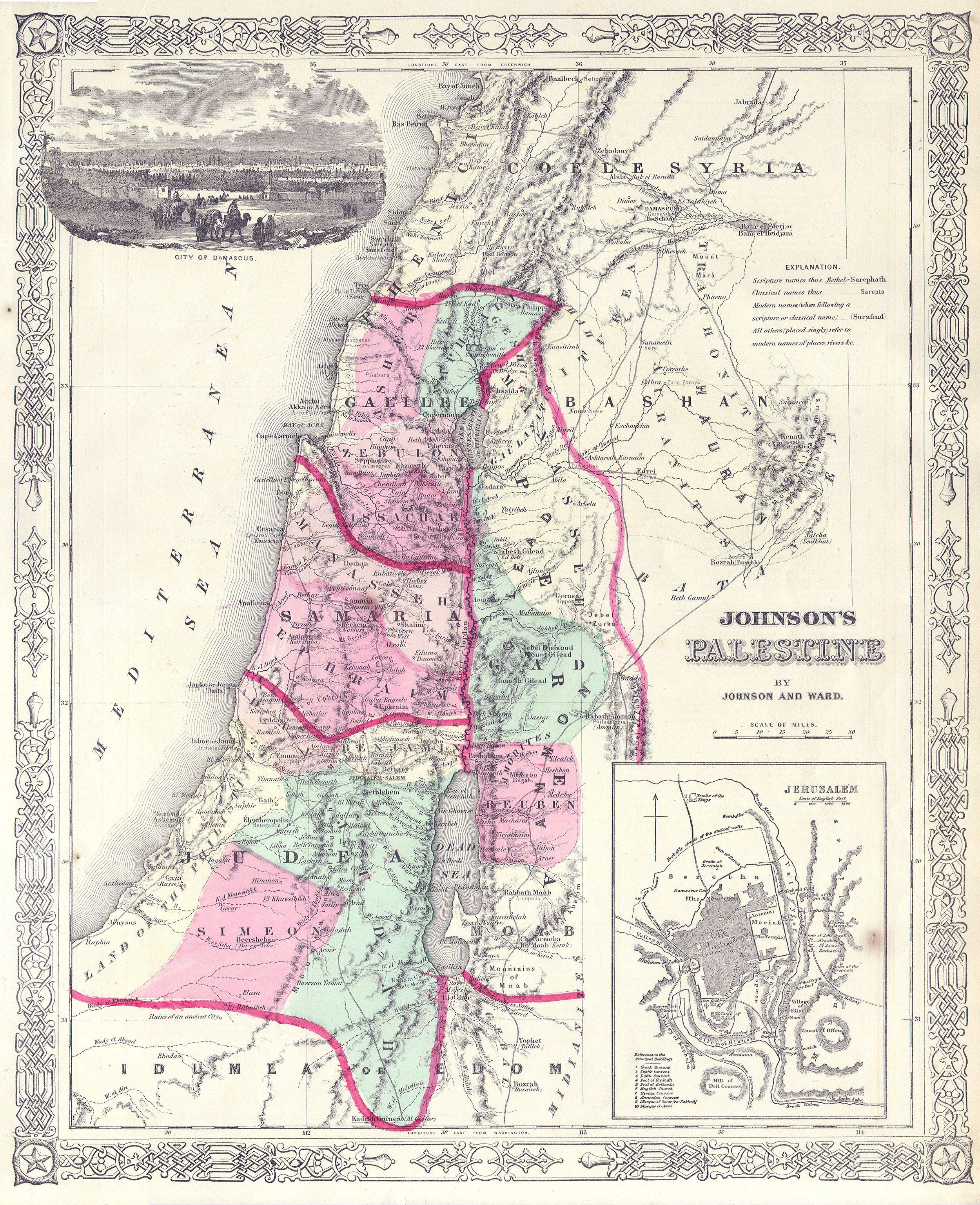
PALESTINE 1864

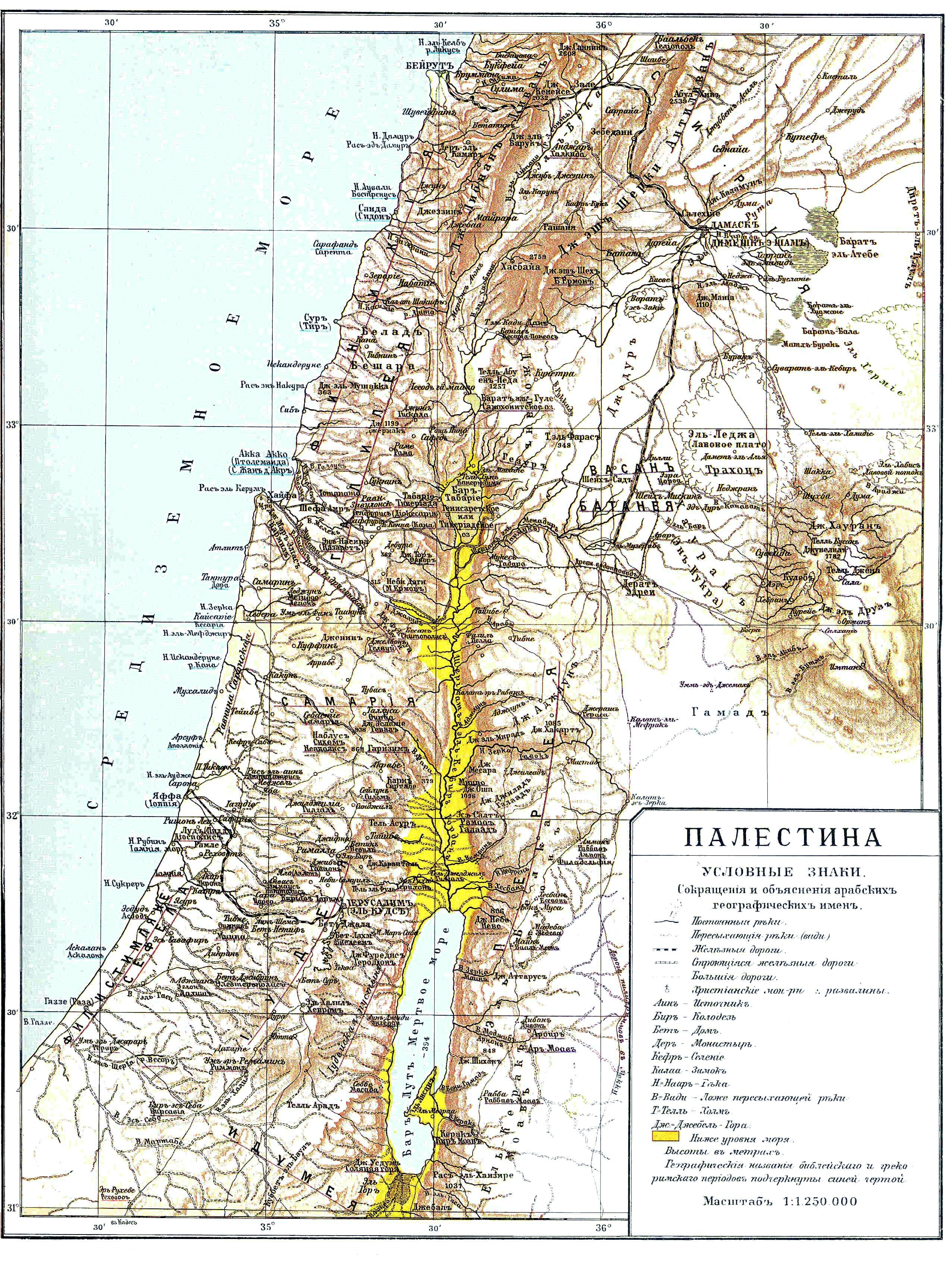
PALESTINE 1900

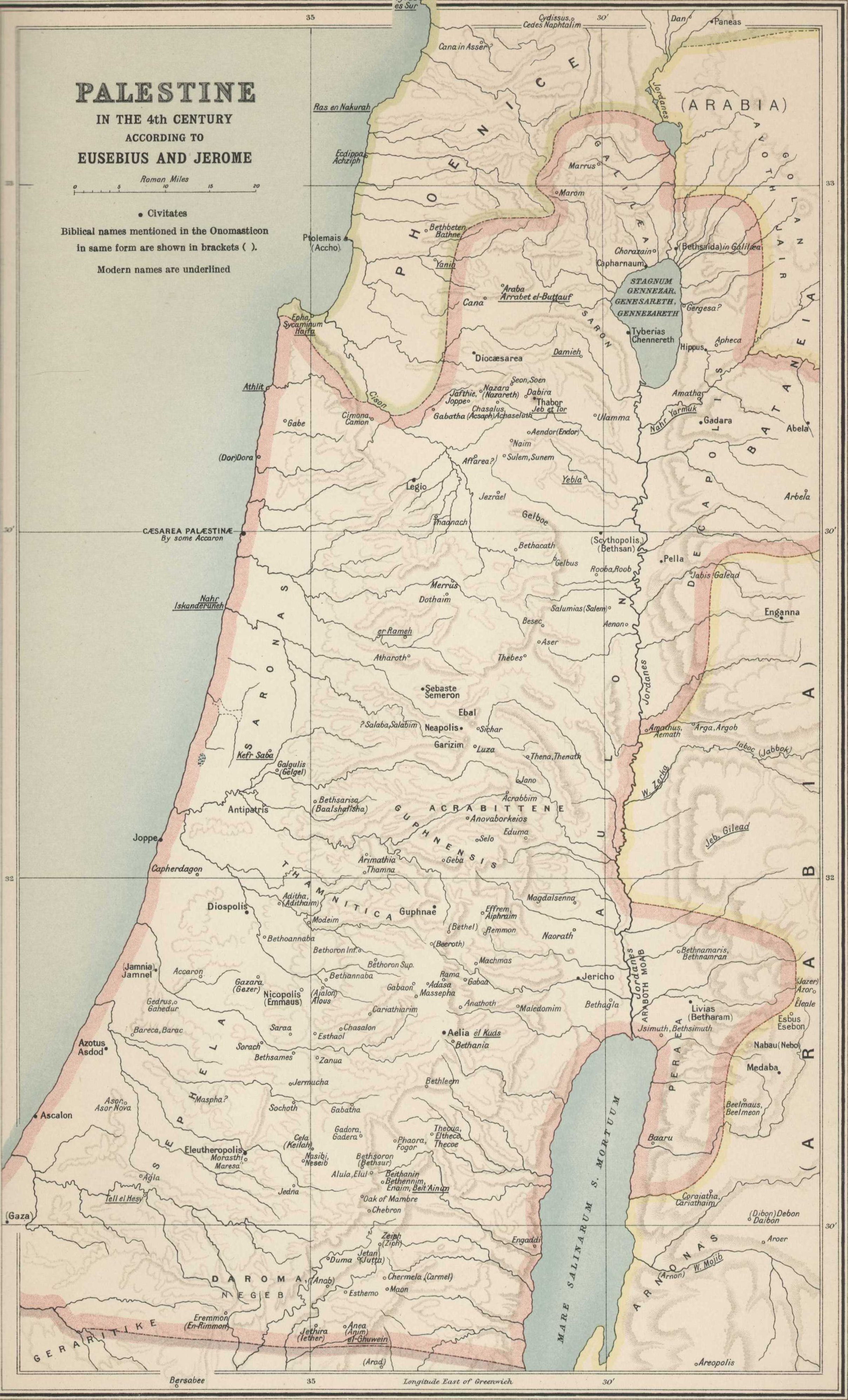
PALESTINE 1915

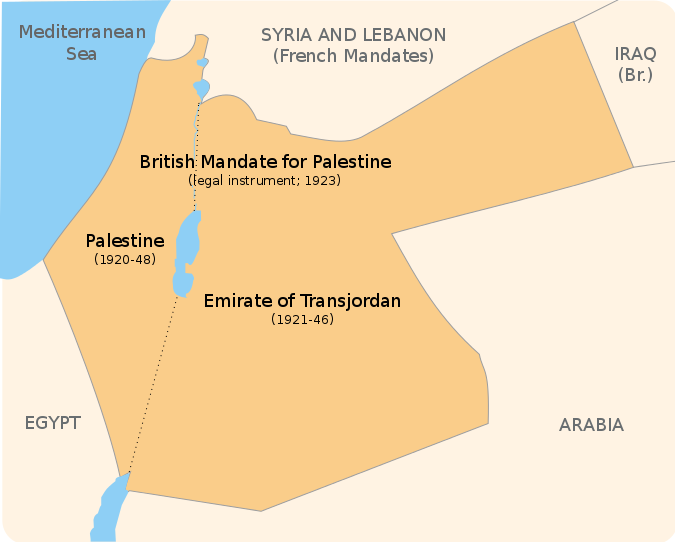
Palestine 1920

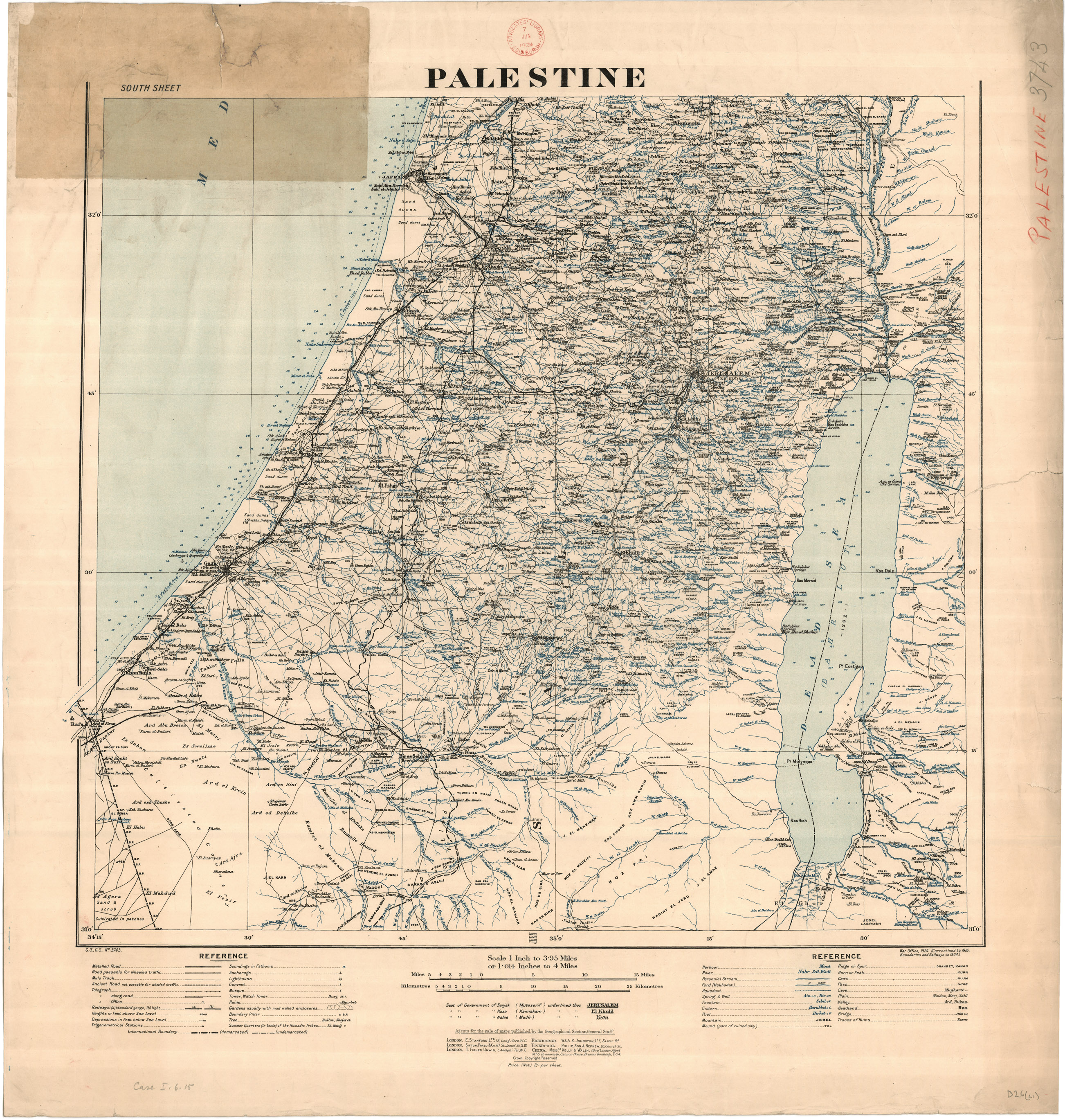
PALESTINE 1924

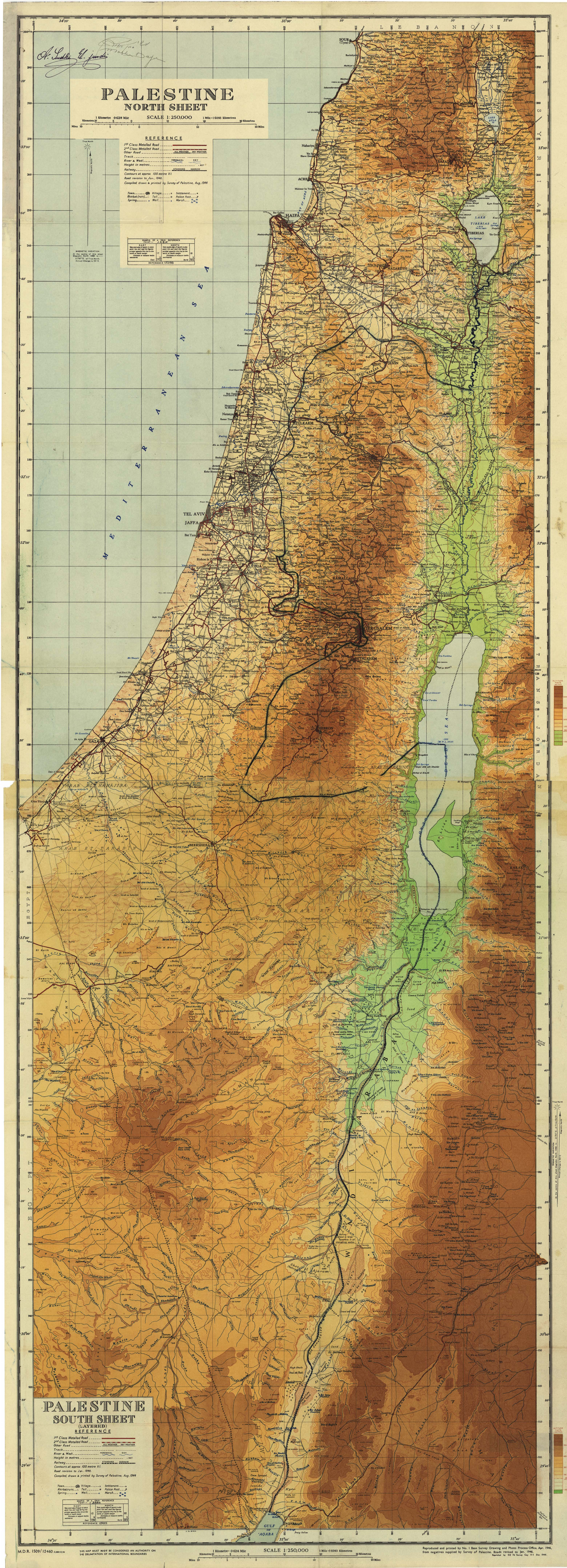
PALESTINE 1946

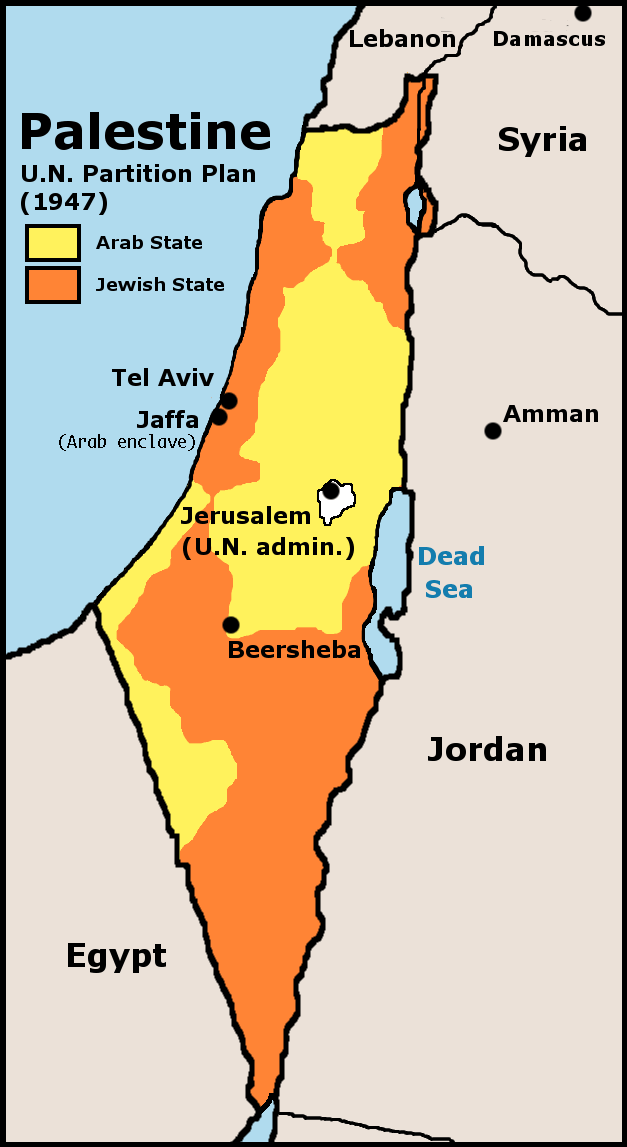
PALESTINE 1947

## A függetlenség kikiáltása és nemzetközi visszhangja
Palesztina vagy Palesztin Autonóm Területek jelenleg 147 ország által hivatalosan elismert de jure állam a Közel-Keleten. Területét Ciszjordánia és a Gázai övezet alkotja. Az ENSZ-ben megfigyelőként van jelen.
Palesztina 1516-tól az Oszmán Birodalom része volt. Az első világháború és 1947 között angol gyarmat volt. Ekkor indult meg a cionista mozgalom hatására a zsidók szervezett betelepülése (alija). 1947-ben zsidók tulajdonában 1850 km² volt, Palesztina területének 7,04%-a. Közbirtok, vagy a „korona birtoka”, amit a mandátumterület kormánya kezelt, a teljes terület 70%-a volt, főleg a Negev-sivatag. A többi volt arabok, keresztények vagy bárki más kezén.
1947. november 29-én az ENSZ Közgyűlése Palesztinát zsidó és palesztin államra osztotta. Izrael államot 1948-ban kiáltották ki.
Rögtön ez után a palesztinok, és a környező arab államok megtámadták Izraelt. Kitört az arab-izraeli háború. A zsidókat megtámadó arab fél vesztett, mivel hadműveleteiket nem hangolták össze, ennek következménye a palesztin exodus, 711 000 lakos hagyta el lakóhelyét, a lakosság 80%-a. Az arab államok a menekülteket befogadták, de állampolgárságot nem biztosítottak részükre. Nekik, gyerekeiknek és unokáiknak az ENSZ azóta is segélyt biztosít. Izrael viszont befogadta az arab államokból elüldözött 853 000 zsidót.
1964-ben megalakult a Palesztinai Felszabadítási Szervezet (PFSZ).
Izrael az 1956-os szuezi válság idején megtámadta Egyiptomot, elfoglalta a gázai övezetet. Az arab államok támadására válaszul azután 1967-ben a hatnapos háború során Izrael elfoglalta Ciszjordániát, a Golán-fennsíkot és a jordán megszállás alatt álló Kelet-Jeruzsálemet, majd a várost Izrael egységes és oszthatatlan fővárosává nyilvánították, holott modern kori újraalakulásakor Izrael államát Tel-Avivban kiáltották ki.
1988. november 15-én a Palesztinai Felszabadítási Szervezet kinyilvánította Palesztina függetlenségét Algírban. Hivatkozási alapul az ENSZ BT 181 (II)-es 1947-es döntése szolgál, mely alapján két államnak kell megalakulni a Közel-Kelet e részén.
A függetlenség kikiáltását követően még 1988-ban 81 állam ismerte el Palesztinát független államnak. Viszont mivel államnak területe is van, ez csupán jelképes gesztus maradt. A területi kérdéseket egy sor ENSZ-határozat szerint közvetlen tárgyalásokkal kell rendezni Izraellel az 1993 (oslói megállapodás) óta létező Palesztin Autonómia Hatóságnak. Az elismerők között van a Szovjetunió (annak 1991-es felbomlása után Oroszország jogfolytonosan ismeri el a függetlenséget), valamint a Kínai Népköztársaság is az ENSZ BT állandó tagjai közül.
Az elismerő államok zöme az Arab Liga (annak mára valamennyi tagja elismerte Palesztinát független államnak), az Iszlám Konferencia Szervezete (amelyik szintén erősen függetlenség párti), valamint a még meglevő Varsói Szerződés illetve az el nem kötelezett országok tagországai közé tartoztak.
A NATO akkori tagjai, illetve ez Európai Unió akkori tagországai az Izrael állammal szemben fennálló jó viszony megőrzése érdekében nem ismerték el máig független államnak Palesztinát, bár sok ország – így az ENSZ BT másik három állandó tagja, Franciaország, az Egyesült Királyság és az Amerikai Egyesült Államok is – diplomáciai kapcsolatban áll Palesztinával.
Az 1988 utáni 81 államhoz a következő évben még 8 csatlakozott, majd az elismerő államok száma lassú növekedéssel 2010-re elérte a 110-et. 2010. december elsején Brazília elismerte Palesztinát független államnak, ezután három hónapon belül Kolumbia kivételével az összes dél-amerikai állam elismerte a függetlenséget.
Az elismerő ENSZ-tagállam országok közül Csehszlovákia még egy államként 1988-ban ismerte el a függetlenséget. Az állam szétesése után a két utódállamnak, Csehországnak és Szlovákiának külön-külön meg kellett erősíteni a függetlenség elismerésének szándékát.
A föderatív jellegű szocialista államok közül Jugoszlávia és a Szovjetunió is elismerte Palesztinát 1988-ban, de ezen államok szétesése után – Oroszország kivételével, mely jogfolytonosan továbbvihette a Szovjetunió minden korábbi külpolitikai döntését – a tagállamoknak külön-külön el kellett ismerniük Palesztinát, amelyet a három korábbi balti szovjet tagköztársaság, Moldova, Örményország, Szlovénia, Horvátország és Macedónia kivételével meg is tettek.
Az elismerő országok a vitatott státuszú Nyugat-Szahara kivételével valamennyien ENSZ-tagállam országok is egyben. Palesztina, hogy sikeresen független állammá válhasson, nem igyekszik kapcsolatba kerülni a szakadár jellegű, de facto független államokkal.
A 2023-as Izrael elleni eszkaláció, és az izraeli hadsereg azt követő katonai túlkapásai, esetleges emberi jogi sértések következtében sok ország elismerte Palesztina függetlenségét: Barbados, Jamaica, Trinidad és Tobago, a Bahamák, Spanyolország, Norvégia, Írország és Franciaország.

## Magyar diplomáciai elismertség
A Palesztinai Felszabadítási Szervezet irodája 1975-ben kezdte meg működését Budapesten.
A palesztin képviselet 1982-ben diplomáciai rangot kapott. 1988. november 15-én Magyarország elismerte a palesztin állam „kikiáltását”. Azóta a palesztin képviselet nagykövetségként működik.
Magyarország 2000. augusztus 29-én nyitott képviseleti irodát a Palesztin Nemzeti Hatóság területén fekvő Ramallahban.

## Elismerő országok

### ENSZ tagállam országok
Az ENSZ 193 tagállamából eddig 149 (76,1%) állam ismerte el Palesztinát független államnak.
Ezen államok lakossága több, mint 5,2 milliárd ember, a Földön élő lakosság 75%-a.
A 149 elismerő államból 134-el diplomáciai kapcsolatban is áll Palesztina.
|  | = Palesztinával diplomáciai kapcsolatot is kialakító államok |

|      | Állam                                 | Elismerés dátuma | Diplomáciai kapcsolat      | Megjegyzések |
| ---- | ------------------------------------- | ---------------- | -------------------------- | --- |
| 1.   | Algéria                               | 1988. 11.15.     | Igen                       | Az OIC tagja. Az Arab Liga tagja. Az Afrikai Unió tagja. |
| 2.   | Bahrein                               | 1988. 11.15.     | Igen                       | Az OIC tagja. Az Arab Liga tagja. |
| 3.   | Irak                                  | 1988. 11.15.     | Igen                       | Az OIC tagja. Az Arab Liga tagja. |
| 4.   | Kuvait                                | 1988. 11.15.     | Igen                       | Az OIC tagja. Az Arab Liga tagja. |
| 5.   | Líbia                                 | 1988. 11.15.     | Igen                       | Az OIC tagja. Az Arab Liga tagja. Az Afrikai Unió tagja. |
| 6.   | Malajzia                              | 1988. 11.15.     | Igen                       | Az OIC tagja. A Nemzetközösség tagja. |
| 7.   | Mauritánia                            | 1988. 11.15.     | Igen                       | Az OIC tagja. Az Arab Liga tagja. Az Afrikai Unió tagja. |
| 8.   | Marokkó                               | 1988. 11.15.     | Igen                       | Az OIC tagja. Az Arab Liga tagja. |
| 9.   | Szomália                              | 1988. 11.15.     | Igen                       | Az OIC tagja. Az Arab Liga tagja. Az Afrikai Unió tagja. |
| 10.  | Tunézia                               | 1988. 11.15.     | Igen                       | Az OIC tagja. Az Arab Liga tagja. Az Afrikai Unió tagja. |
| 11.  | Törökország                           | 1988. 11.15.     | Igen                       | Az OIC tagja. Az Európai Unió tagjelöltje. |
| 12.  | Jemen                                 | 1988. 11.15.     | Igen                       | Az OIC tagja. Az Arab Liga tagja. Palesztina függetlenségét az egyesülés előtt a Jemeni Arab Köztársaság (Észak-Jemen) és a Jemeni Népi Demokratikus Köztársaság (Dél-Jemen) is elismerte, majd az 1991-es újraegyesülés után az Jemeni Köztársaság is megerősítette azt. |
| 13.  | Afganisztán                           | 1988. 11.16.     | Igen                       | Az OIC tagja. |
| 14.  | Banglades                             | 1988. 11.16.     | Igen                       | Az OIC tagja. A Nemzetközösség tagja. |
| 15.  | Kuba                                  | 1988. 11.16.     | Igen                       | |
| 16.  | Indonézia                             | 1988. 11.16.     | Igen                       | Az OIC tagja. |
| 17.  | Jordánia                              | 1988. 11.16.     | Igen                       | Az OIC tagja. Az Arab Liga tagja. |
| 18.  | Madagaszkár                           | 1988. 11.16.     | Nem                        | Az Afrikai Unió tagja. |
| 19.  | Málta                                 | 1988. 11.16.     | Igen                       | Az Európai Unió tagja. A Nemzetközösség tagja. |
| 20.  | Nicaragua                             | 1988. 11.16.     | Igen                       | |
| 21.  | Pakisztán                             | 1988. 11.16.     | Igen                       | Az OIC tagja. A Nemzetközösség tagja. |
| 22.  | Katar                                 | 1988. 11.16.     | Igen                       | Az OIC tagja. Az Arab Liga tagja. |
| 23.  | Szaúd-Arábia                          | 1988. 11.16.     | Igen                       | Az OIC tagja. Az Arab Liga tagja. |
| 24.  | Egyesült Arab Emírségek               | 1988. 11.16.     | Igen                       | Az OIC tagja. Az Arab Liga tagja. |
| 25.  | Szerbia                               | 1988. 11.16.     | Igen                       | Szerbia még Jugoszlávia részeként ismerte el Palesztina függetlenségét 1988-ban. Jugoszlávia szétesése után Szerbia a Jugoszláv Szövetségi Köztársaság részeként is megerősítette a függetlenség elismerését, majd a Szerbia és Montenegró államszövetség részeseként 2005-ben újra, végül az államszövetség felbomlása után, mint Szerb Köztársaság 2006 végén harmadszor is. Az Európai Unió tagjelöltje. |
| 26.  | Zambia                                | 1988. 11.16.     | Igen                       | Az Afrikai Unió tagja. A Nemzetközösség tagja. |
| 27.  | Albánia                               | 1988. 11.17.     | Igen                       | Az OIC tagja. |
| 28.  | Brunei                                | 1988. 11.17.     | Igen                       | Az OIC tagja. A Nemzetközösség tagja. |
| 29.  | Dzsibuti                              | 1988. 11.17.     | Igen                       | Az OIC tagja. Az Arab Liga tagja. Az Afrikai Unió tagja. |
| 30.  | Mauritius                             | 1988. 11.17.     | Igen                       | Az Afrikai Unió tagja. A Nemzetközösség tagja. |
| 31.  | Szudán                                | 1988. 11.17.     | Igen                       | Az OIC tagja. Az Arab Liga tagja. Az Afrikai Unió tagja. |
| 32.  | Ciprus                                | 1988. 11.18.     | Igen                       | Az Európai Unió tagja. A Nemzetközösség tagja. 2011 januárjában Ciprus visszavonta 1988-as elismerését az államtól és nyilvánosságra hozta, hogy nem támogat semmiféle változást az 1967-ben rögzített határokon kívül. |
| 33.  | Csehország                            | 1988. 11.18.     | Igen                       | Az Európai Unió tagja. Csehország még Csehszlovákia részeként ismerte el Palesztina függetlenségét, melyet 1992-es külön államként való megszületése után megerősített. |
| 34.  | Szlovákia                             | 1988. 11.18.     | Igen                       | Az Európai Unió tagja. Szlovákia még Csehszlovákia részeként ismerte el Palesztina függetlenségét, melyet 1992-es külön államként való megszületése után megerősített. |
| 35.  | Egyiptom                              | 1988. 11.18.     | Igen                       | Az OIC tagja. Az Arab Liga tagja. Az Afrikai Unió tagja. |
| 36.  | Gambia                                | 1988. 11.18.     | Igen                       | Az Afrikai Unió tagja. A Nemzetközösség tagja. |
| 37.  | India                                 | 1988. 11.18.     | Igen                       | A Nemzetközösség tagja. Az Arab Liga megfigyelő státuszú tagja. |
| 38.  | Nigéria                               | 1988. 11.18.     | Igen                       | Az OIC tagja. Az Afrikai Unió tagja. A Nemzetközösség tagja. |
| 39.  | Oroszország                           | 1988. 11.19.     | Igen                       | Az ENSZ Biztonsági Tanácsának állandó tagja. Az OIC megfigyelő státuszú tagja. Oroszország, mint a Szovjetunió jogutódja „megörökölte” Palesztina elismerését. |
| 40.  | Seychelle-szigetek                    | 1988. 11.18.     | Igen                       | Az Afrikai Unió tagja. A Nemzetközösség tagja. |
| 41.  | Srí Lanka                             | 1988. 11.18.     | Igen                       | A Nemzetközösség tagja. |
| 42.  | Fehéroroszország                      | 1988. 11.19.     | Igen                       | Fehéroroszország még mint a Szovjetunió egyik tagköztársasága ismerte el a függetlenséget 1988-ban, amit az ország 1991-es függetlenné válásakor megerősített. |
| 43.  | Guinea                                | 1988. 11.19.     | Igen                       | Az Afrikai Unió tagja. Az OIC tagja. |
| 44.  | Namíbia                               | 1988. 11.19.     | Igen                       | Az Afrikai Unió tagja. A Nemzetközösség tagja. Namíbia még 1988-ban ismerte el a függetlenséget, amikor az ország ténylegesen még a Dél-afrikai Köztársaság igazgatása alatt állt. A Délnyugat-Afrikai Népi Szervezet (SWAPO) és a Namíbiai Tanács, amelyik az országot megfigyelőként képviselte az ENSZ-ben azonban elismerte a függetlenséget. Az ország 1990-es teljes jogú függetlensége után a nyilatkozatot megerősítették.                                                                                        |
| 45.  | Ukrajna                               | 1988. 11.19.     | Igen                       | Ukrajna még mint a Szovjetunió egyik tagköztársasága ismerte el a függetlenséget 1988-ban, amit az ország 1991-es függetlenné válásakor megerősített. |
| 46.  | Vietnám                               | 1988. 11.19.     | Igen                       | |
| 47.  | Kína                                  | 1988. 11.20.     | Igen                       | Az ENSZ Biztonsági Tanácsának állandó tagja. |
| 48.  | Burkina Faso                          | 1988. 11.21.     | Igen                       | Az Afrikai Unió tagja. Az OIC tagja. |
| 49.  | Comore-szigetek                       | 1988. 11.21.     | Igen                       | Az Afrikai Unió tagja. Az OIC tagja. Az Arab Liga tagja. |
| 50.  | Bissau-Guinea                         | 1988. 11.21.     | Igen                       | Az Afrikai Unió tagja. Az OIC tagja. |
| 51.  | Mali                                  | 1988. 11.21.     | Igen                       | Az Afrikai Unió tagja. Az OIC tagja. |
| 52.  | Kambodzsa                             | 1988. 11.21.     | Igen                       | |
| 53.  | Mongólia                              | 1988. 11.22.     | Igen                       | |
| 54.  | Szenegál                              | 1988. 11.22.     | Igen                       | Az Afrikai Unió tagja. Az OIC tagja. |
| 55.  | Magyarország                          | 1988. 11.23.     | Igen                       | Az Európai Unió tagja. |
| 56.  | Zöld-foki Köztársaság                 | 1988. 11.24.     | Nem                        | Az Afrikai Unió tagja. |
| 57.  | Észak-Korea                           | 1988. 11.24.     | Igen                       | |
| 58.  | Niger                                 | 1988. 11.24.     | Igen                       | Az Afrikai Unió tagja. Az OIC tagja. |
| 59.  | Románia                               | 1988. 11.24.     | Igen                       | Az Európai Unió tagja. |
| 60.  | Tanzánia                              | 1988. 11.24.     | Igen                       | Az Afrikai Unió tagja. A Nemzetközösség tagja. |
| 61.  | Bulgária                              | 1988. 11.25.     | Igen                       | Az Európai Unió tagja. |
| 62.  | Maldív-szigetek                       | 1988. 11.28.     | Igen                       | Az OIC tagja. A Nemzetközösség tagja. |
| 63.  | Ghána                                 | 1988. 11.29.     | Igen                       | Az Afrikai Unió tagja. A Nemzetközösség tagja. |
| 64.  | Togo                                  | 1988. 11.29.     | Nem                        | Az Afrikai Unió tagja. Az OIC tagja. |
| 65.  | Zimbabwe                              | 1988. 11.29.     | Igen                       | Az Afrikai Unió tagja. |
| 66.  | Csád                                  | 1988. 12.01.     | Igen                       | Az Afrikai Unió tagja. Az OIC tagja. |
| 67.  | Laosz                                 | 1988. 12.02.     | Igen                       | |
| 68.  | Sierra Leone                          | 1988. 12.03.     | Nem                        | Az Afrikai Unió tagja. Az OIC tagja. A Nemzetközösség tagja. |
| 69.  | Uganda                                | 1988. 12.03.     | Igen                       | Az Afrikai Unió tagja. Az OIC tagja. A Nemzetközösség tagja. |
| 70.  | Kongói Köztársaság                    | 1988. 12.05.     | Igen                       | Az Afrikai Unió tagja. |
| 71.  | Angola                                | 1988. 12.06.     | Igen                       | Az Afrikai Unió tagja. |
| 72.  | Mozambik                              | 1988. 12.08.     | Igen                       | Az Afrikai Unió tagja. A Nemzetközösség tagja. |
| 73.  | São Tomé és Príncipe                  | 1988. 12.10.     | Nem                        | Az Afrikai Unió tagja. |
| 74.  | Kongói Demokratikus Köztársaság       | 1988. 12.10.     | Nem                        | Az Afrikai Unió tagja. |
| 75.  | Gabon                                 | 1988. 12.12.     | Igen                       | Az Afrikai Unió tagja. Az OIC tagja. |
| 76.  | Omán                                  | 1988. 12.13.     | Igen                       | Az Arab Liga tagja. Az OIC tagja. |
| 77.  | Lengyelország                         | 1988. 12.14.     | Igen                       | Az Európai Unió tagja. |
| 78.  | Botswana                              | 1988. 12.19.     | Igen                       | Az Afrikai Unió tagja. A Nemzetközösség tagja. |
| 79.  | Nepál                                 | 1988. 12.19.     | Nem                        | |
| 80.  | Burundi                               | 1988. 12.22.     | Nem                        | Az Afrikai Unió tagja. |
| 81.  | Közép-afrikai Köztársaság             | 1988. 12.23.     | Nem                        | Az Afrikai Unió tagja. Az OIC megfigyelő státuszú tagja. |
| 82.  | Bhután                                | 1988. 12.25.     | Nem                        | |
| 83.  | Ruanda                                | 1989. 01.02.     | Nem                        | Az Afrikai Unió tagja. A Nemzetközösség tagja. |
| 84.  | Etiópia                               | 1989. 02.04.     | Igen                       | Az Afrikai Unió tagja. |
| 85.  | Irán                                  | 1989. 02.04.     | Igen                       | Az OIC tagja. |
| 86.  | Benin                                 | 1989. 05.        | Igen                       | Az Afrikai Unió tagja. Az OIC tagja. |
| 87.  | Egyenlítői-Guinea                     | 1989. 05.        | Nem                        | Az Afrikai Unió tagja. |
| 88.  | Kenya                                 | 1989. 05.        | Igen                       | Az Afrikai Unió tagja. A Nemzetközösség tagja. |
| 89.  | Vanuatu                               | 1989. 08. 21.    | Igen                       | A Nemzetközösség tagja. A Csendes-óceáni Fórum tagja. |
| 90.  | Fülöp-szigetek                        | 1989. 09.        | Igen                       | |
| 91.  | Szváziföld                            | 1991. 08.        | Igen                       | Az Afrikai Unió tagja. A Nemzetközösség tagja. |
| 92.  | Kazahsztán                            | 1992. 04. 06.    | Igen                       | Az OIC tagja. |
| 93.  | Azerbajdzsán                          | 1992. 04. 15.    | Igen                       | Az OIC tagja. |
| 94.  | Türkmenisztán                         | 1992. 04.17.     | Igen                       | Az OIC tagja. |
| 95.  | Grúzia                                | 1992. 04. 25.    | Igen                       | |
| 96.  | Bosznia-Hercegovina                   | 1992. 05. 27.    | Igen                       | Az OIC megfigyelő státuszú tagja. |
| 97.  | Tádzsikisztán                         | 1994. 04. 02.    | Igen                       | Az OIC tagja. |
| 98.  | Üzbegisztán                           | 1994. 09. 25.    | Igen                       | Az OIC tagja. |
| 99.  | Pápua Új-Guinea                       | 1994. 10. 04.    | Igen (2004. október 4. óta | A Nemzetközösség tagja. A Csendes-óceáni Fórum tagja.Az ASEAN megfigyelő státuszú tagja. |
| 100. | Dél-afrikai Köztársaság               | 1995. 02. 15.    | Igen                       | Az Afrikai Unió tagja. A Nemzetközösség tagja. |
| 101. | Kirgizisztán                          | 1995. 11.        | Igen                       | Az OIC tagja. |
| 102. | Malawi                                | 1998. 10.23.     | Igen 2011. 04. 19. óta     | Az Afrikai Unió tagja. A Nemzetközösség tagja. |
| 103. | Kelet-Timor                           | 2004. 03. 01.    | Igen                       | Az ASEAN megfigyelő státuszú tagja. A Csendes-óceáni Fórum megfigyelő státuszú tagja. |
| 104. | Paraguay                              | 2005. 03. 25.    | Igen                       | |
| 105. | Montenegró                            | 2006. 07. 25.    | Igen                       | Az Európai Unió tagjelöltje. |
| 106. | Costa Rica                            | 2008. 02. 05.    | Igen                       | |
| 107. | Libanon                               | 2008. 11. 30.    | Igen                       | Az Arab Liga tagja. Az OIC tagja. A dátum az elismerés első hivatalosan igazolt dátuma. Az UNESCO listáján 1989-ben kiadott Palesztinát elismerő államok listáján szerepel ugyan Libanon is, de dátum nélkül. Az első hivatalosan megerősített dátum, melyben Libanon elismerte Palesztina függetlenségét 2008-ból való. 1989 és 2008 között is diplomáciai kapcsolatban állt a két állam egymással, de erről nem volt hivatalosan elismert adat. A palesztin nagykövetség Bejrútban csak 2011. augusztus 16-án nyílt meg |
| 108. | Elefántcsontpart                      | 2008.            | Igen                       | Az OIC tagja. Az Afrikai Unió tagja. |
| 109. | Venezuela                             | 2009. 04. 27.    | Igen                       | Az Arab Liga megfigyelő státuszú tagja. |
| 110. | Dominikai Köztársaság                 | 2009. 07. 15.    | Igen                       | |
| 111. | Brazília                              | 2010. 12. 01.    | Igen                       | Az Arab Liga megfigyelő státuszú tagja. |
| 112. | Argentína                             | 2010. 12. 06.    | Igen                       | |
| 113. | Bolívia                               | 2010. 12. 17.    | Igen                       | |
| 114. | Ecuador                               | 2010. 12. 27.    | Igen                       | |
| 115. | Chile                                 | 2011. 01. 07.    | Igen                       | |
| 116. | Guyana                                | 2011. 01. 13.    | Igen                       | Az OIC tagja. A Nemzetközösség tagja. A Karib-tengeri Közösség tagja. |
| 117. | Peru                                  | 2011. 01. 24.    | Igen                       | |
| 118. | Suriname                              | 2011. 02. 01.    | Nem                        | Az OIC tagja. A Karib-tengeri Közösség tagja. |
| 119. | Uruguay                               | 2011. 03. 15.    | Igen                       | |
| 120. | Lesotho                               | 2011. 06. 06.    | Nem                        | Az Afrikai Unió tagja. A Nemzetközösség tagja. |
| 121. | Szíria                                | 2011. 07. 18.    | Igen                       | Az Arab Liga tagja. Az OIC tagja. |
| 122. | Libéria                               | 2011. 07.        | Nem                        | Az Afrikai Unió tagja. |
| 123. | Salvador                              | 2011. 08. 25.    | Igen                       | |
| 124. | Honduras                              | 2011. 08. 26.    | Igen                       | |
| 125. | Saint Vincent és a Grenadine-szigetek | 2011. 08. 30.    | Igen                       | A Nemzetközösség tagja. A Karib-tengeri Közösség tagja. |
| 126. | Belize                                | 2011. 09. 09.    | Igen                       | A Nemzetközösség tagja. A Karib-tengeri Közösség tagja. |
| 127. | Dominikai Közösség                    | 2011. 09. 19.    | Igen                       | A Nemzetközösség tagja. A Karib-tengeri Közösség tagja. A Dominikai Közösség a Bolivarista Szövetség Amerikánk Népeiért mozgalom egyik tagja, mely szervezet 2011. szeptember 9-én támogatta Palesztina teljes jogú ENSZ tagságát. |
| 128. | Dél-Szudán                            | 2011. 09. 21.    | Igen                       | Az Afrikai Unió tagja. |
| 129. | Antigua és Barbuda                    | 2011. 09. 22.    | Igen                       | A Nemzetközösség tagja. A Karib-tengeri Közösség tagja. |
| 130. | Grenada                               | 2011. 09. 25.    | Igen                       | A Nemzetközösség tagja. A Karib-tengeri Közösség tagja. |
| 131. | Izland                                | 2011. 11. 29.    | Igen                       | Az Európai Unió tagjelöltje. |
| 132. | Thaiföld                              | 2012. 01. 18.    | Igen                       | Az OIC megfigyelő státuszú tagja. |
| 133. | Guatemala                             | 2013. 04. 09.    | Nem                        | |
| 134. | Haiti                                 | 2013. 09. 27.    | Igen                       | A Karib-tengeri Közösség tagja. |
| 135. | Svédország                            | 2014. 10. 30.    | Igen                       | Az Európai Unió tagja. |
| 136. | Saint Lucia                           | 2015. 09. 15.    | Igen                       | A Nemzetközösség tagja. A Karib-tengeri Közösség tagja. |
| 137  | Kolumbia                              | 2018. 08. 03.    | Igen                       | |
| 138  | Saint Kitts és Nevis                  | 2019. 07. 30.    | Igen                       | A Nemzetközösség tagja. A Karib-tengeri Közösség tagja. |
| 139  | Mexikó                                | 2023. 07. 02.    | Igen                       | |
| 140  | Barbados                              | 2024. 04. 19.    | Igen                       | A Nemzetközösség tagja. A Karib-tengeri Közösség tagja. |
| 141  | Jamaica                               | 2024. 04. 24.    | Nem                        | A Nemzetközösség tagja. A Karib-tengeri Közösség tagja. |
| 142  | Trinidad és Tobago                    | 2024. 05. 02.    | Nem                        | A Nemzetközösség tagja. A Karib-tengeri Közösség tagja. |
| 143  | Bahama-szigetek                       | 2024. 05. 07.    | Nem                        | A Nemzetközösség tagja. A Karib-tengeri Közösség tagja. |
| 144  | Spanyolország                         | 2024. 05. 22.    | Igen                       | Az Európai Unió tagja. |
| 145  | Norvégia                              | 2024. 05. 22.    | Igen                       | Az Európai Szabadkereskedelmi Társulás tagja. |
| 146  | Írország                              | 2024. 05. 22.    | Igen                       | Az Európai Unió tagja. |
| 147  | Szlovénia                             | 2024. 06. 04.    | Igen                       | Az Európai Unió tagja. |
| 148  | Örményország                          | 2024. 06. 21.    | Nem                        | |
| 149  | Franciaország                         | 2025. 09.        | Igen                       | Az Európai Unió tagja. |

### Nem ENSZ-tagállam országok
|  | = Palesztinával diplomáciai kapcsolatot is kialakító államok |

|    | Állam          | Elismerés dátuma | Diplomáciai kapcsolat | Megjegyzések                         |
| -- | -------------- | ---------------- | --------------------- | ------------------------------------ |
| 1. | Nyugat-Szahara | 1988. 11.15.     | Nem                   | Az Afrikai Unió tagja. Az OIC tagja. |
| 2. | Vatikán        | 2013. 02.        | Igen                  |                                      |

### Jövőbeli elismerések
| Állam         | Elismerés tervezett dátuma | Diplomáciai kapcsolat | Megjegyzések |
| ------------- | -------------------------- | --------------------- | --- |
| Ausztrália    | 2025. szeptember           | Igen                  | A PIF taja |
| Franciaország | 2025. szeptember           | Igen                  | Az Európai Unió tagja. |
| Málta         | 2025. szeptember           | Igen                  | Az Európai Unió tagja. RészletekUgyan Málta 1988. november 16-i dátummal már szerepel a listán, ekkor csak a palesztin emberek jogát ismerte el egy állam megalapításához, nem magát az országot. |
| San Marino    | 2025                       | Nem                   | |

## Palesztinát el nem ismerő országok

### Palesztinát el nem ismerő ENSZ-tagállam országok
Palesztinát a következő 46 ország nem ismerte el hivatalosan önálló államnak, azonban közülük 33 bizonyos fokú diplomáciai kapcsolatban áll Palesztinával.
|  | = Palesztinával diplomáciai jellegű kapcsolatban álló államok, államelismerés nélkül |

|     | Állam                     | Hivatalos álláspont | Diplomáciai kapcsolat | Megjegyzések                                                                                          |
| --- | ------------------------- | --- | --------------------- | --- |
| 1.  | Amerikai Egyesült Államok | 2011. szeptember 21-i beszédében, melyet az ENSZ Biztonsági Tanácsának gyűlésén mondott, Barack Obama elnök kijelentette, hogy az Egyesült Államok viszonya Palesztinával szemben nem változott. Obama kijelentette, hogy „A békét a palesztinok és az izraeliek között csak ők maguk tudják megteremteni”. Obama figyelmeztette Mahmúd Abbász palesztin elnököt arra, hogy szükség esetén az Egyesült Államok élni fog vétójogával a Biztonsági Tanácsban, mivel úgy véli, hogy Palesztinának egyelőre a megfigyelő szerep a megfelelő, továbbra sem támogatja az Egyesült Államok az ország teljes jogú ENSZ-tagságát.                                                                                                  | Igen                  | Az ENSZ Biztonsági Tanácsának állandó tagja. A Csendes-óceáni Közösség tagja.                         |
| 2.  | Andorra                   | 2011 januárjában az andorrai parlament kijelentette, hogy a palesztin lakosságnak joga van az önrendelkezésre. | Nem                   | |
| 3.  | Ausztrália                | Ausztrália a két államiság támogatója, de eddig az elismerés esetleges negatív hatásai miatt nem ismerte az államot, bár diplomáciai kapcsolatban áll vele. Julia Gillard ausztrál miniszterelnök kijelentette, hogy Ausztrália már régóta azon az állásponton van, hogy a kérdést tárgyalóasztal mellett kell eldönteni, a palesztin embereknek joga van az önrendelkezésre, míg Izrael államnak joga van a területi integritáshoz. 2025-ben az ország miniszterelnöke bejelentette, hogy 2025 szeptemberében elismerik Palesztina függetlenségét. | Igen                  | A Nemzetközösség tagja. A Csendes-óceáni Fórum tagja. A Csendes-óceáni Közösség tagja.                |
| 4.  | Ausztria                  | Ausztria teljes diplomáciai kapcsolatban áll Palesztinával 1978. december 13-a óta, mióta megnyílt a palesztin nagykövetség Bécsben. 2011 júniusában Michael Spindelegger külügyminiszter és alkancellár kijelentette, hogy Ausztria az állam elismerésével megvárja az Európai Unió hivatalos állásfoglalását. Ausztria szerepelt az UNESCO 1988. december 14-én kiadott listáján azon államok között, melyek elismerték a palesztin állam függetlenségét, de később törölték a listáról. | Igen                  | Az Európai Unió tagja.                                                                                |
| 5.  | Dánia                     | Dánia a palesztin állam létrejöttének egyik leginkább elkötelezett híve. A 2011-es dán parlamenti választás során az ellenzék javasolta, hogy Dánia ismerje el a palesztin államot. Lene Espersen miniszterelnök és kormánya bár támogatja a palesztinok önrendelkezési jogát, figyelmeztetett, hogy az öncélúan kikiáltott függetlenség elismerésének több lehet a negatív hozadéka Dánia részére, mint a haszna. Dánia egyelőre tárgyalásokat folytat az Európai Unió többi tagországával és ha közös megegyezésre jutnak, akkor együtt fogják elismerni a palesztin államot. | Igen                  | Az Európai Unió tagja.                                                                                |
| 6.  | Dél-Korea                 | A dél-koreai parlament nem ismerte el Palesztina függetlenségét. | Igen                  | |
| 7.  | Egyesült Királyság        | Az Egyesült Királyság bejelentette 2011 szeptemberében, hogy el fogja ismerni a palesztin államot, de egyelőre csak az ENSZ megfigyelő tisztjében fogja elfogadni. Nem zárkóztak el azonban attól, hogy később a teljes tagságot is támogassák. 2025-ben az ország miniszterelnöke bejelentette, hogy 2025 szeptemberében – feltételekkel – elismerik Palesztina függetlenségét. | Igen                  | Az ENSZ Biztonsági Tanácsának állandó tagja. A Nemzetközösség tagja. A Csendes-óceáni Közösség tagja. |
| 8.  | Eritrea                   | Isaias Afewerki elnök bejelentette, hogy országa nem támogatja a függetlenséget. Szerinte a két államiság a jelenlegi feltételek között nem működőképes. A palesztin népnek joga van az önrendelkezéshez, de nem a Gázai-övezetben és Ciszjordániában. A megoldás az eritreai kormány szerint, ha Izrael kivonul a Jordániával határos területekről, ahol a jordániai és palesztin népesség összeolvadva alkothat új államot. | Igen                  | Az Afrikai Unió tagja.                                                                                |
| 9.  | Észtország                | Miután találkozott Riyad al-Malki-val, 2010 júniusában Urmas Paet miniszterelnök bejelentette, hogy Észtország támogatja a két állam létrejöttét a térségben. | Igen                  | Az Európai Unió tagja.                                                                                |
| 10. | Fidzsi-szigetek           | A Fidzsi-szigetek nem kíván állást foglalni a palesztin-izraeli konfliktus terén, az ENSZ döntéshozatalára vár. | Nem                   | A Nemzetközösség tagja. A Csendes-óceáni Fórum tagja. A Csendes-óceáni Közösség tagja.                |
| 11. | Finnország                | Alexander Stubb miniszterelnök 2010. decemberi nyilatkozata: „Nem hinném, hogy eljött az elismerés ideje. A legfontosabb, hogy megőrizhessük a békét a térségben.” 2011 áprilisában viszont Stubb megerősítette, hogy országa támogatja a Palesztin Nemzeti Hatóságot az önálló állammá válásban. | Igen                  | Az Európai Unió tagja.                                                                                |
| 12. | Franciaország             | Nicolas Sarkozy elnök bejelentette, hogy Franciaország a két állam pártján van, melyek egymás mellett létezhetnének, békében, nemzetközileg rögzített határvonalakkal elválasztva egymástól. Sarkozy bejelentette 2011 májusában, hogy ha az Izraellel zajló tárgyalások nem vezetnek eredményre, és nem születik megállapodás Izrael állam és a palesztin hatóságok között, akkor Franciaország el fogja ismerni Palesztina függetlenségét és támogatja az ország teljes jogú ENSZ tagságra vonatkozó igényét is. 2025-ben az ország elnöke, Emmanuel Macron bejelentette, hogy 2025 szeptemberében elismerik Palesztina függetlenségét.                                                                                 | Igen                  | Az ENSZ Biztonsági Tanácsának állandó tagja. Az Európai Unió tagja. A Csendes-óceáni Közösség tagja.  |
| 13. | Görögország               | Karolos Papoulias elnök azt nyilatkozta, hogy Görögország támogatja, hogy Izrael állam mellett létrejöjjön egy önálló palesztin állam is. A régóta fennálló arab-izraeli konfliktusban Görögország az összes európai uniós tagállamnál jobban támogatja az arab felet és távolságtartó politikát folytat Izraellel szemben. A palesztin hatóságokkal a diplomáciai kapcsolatokat már 1981-ben, az önálló állam kikiáltása előtt felvette Görögország, míg Izrael állammal csak 1990-ben vette fel a diplomáciai kapcsolatot és ma is csak konzulátusi jelleggel működik, izraeli nagykövetség nincs Görögországban. | Igen                  | Az Európai Unió tagja.                                                                                |
| 14. | Hollandia                 | Uri Rosenthal miniszterelnök 2011 júniusában bejelentette, hogy Hollandia nem fogja támogatni a palesztin függetlenséget az ENSZ-ben. Hollandia elutasítja a függetlenség egyoldalú kikiáltását és további tárgyalásokat sürget az izraeli és palesztin hatóságok között, és csak a kétoldalúan támogatott függetlenség mellé fog állni. | Igen                  | Az Európai Unió tagja.                                                                                |
| 15. | Horvátország              | Horvátország 2011 márciusában lépett diplomáciai kapcsolatba Palesztinával. Jadranka Kosor miniszterelnök bejelentette, hogy kormánya a két államiság, Izrael és Palesztina mellett foglal állást. | Igen                  | Az Európai Unió tagja.                                                                                |
| 17. | Izrael                    | |                       | |
| 18. | Japán                     | Japán a két államiságot támogatja, és bízik a helyzet stabilizálódásában és a palesztin állam minél előbbi létrejöttének lehetőségében. Bejelentették, hogy Japán nem támogat semmiféle változtatást az 1967-es határokhoz képest, és nem fogadja el Kelet-Jeruzsálem izraeli bekebelezését sem. | Igen                  | |
| 19. | Kamerun                   | Kamerun hivatalosan a két államiságot pártfogolja. Az országot az 1980-as évek közepe óta erős gazdasági szálak fűzik Izraelhez. Kamerun az Iszlám Konferencia Szervezetének két tagországa közül az egyik, amelyik még nem ismerte el Palesztina függetlenségét. Ezt a tényt főleg az arab országok Izrael befolyásának tudják be, és emiatt nem is állnak gazdasági együttműködésben az országgal. Netanjáhú izraeli miniszterelnök arra kérte Paul Biya kameruni elnököt, hogy az ENSZ Közgyűlésen, ahol Palesztina teljes jogú ENSZ tagságáról fognak szavazni, ne támogassa azt. | Igen                  | Az Afrikai Unió tagja. Az OIC tagja.                                                                  |
| 20. | Kanada                    | Kanada támogatja egy önálló palesztin állam létrejöttét, de csak ha békés, tárgyalásos úton jön az létre. A kanadai Harper-adminisztrációt erős gazdasági szálak fűzik Izraelhez. 2011 júliusában John Baird miniszterelnök kijelentette: „A mi hozzáállásunk a kérdéshez nem változott. A helyzet feloldásához egyetlen utat látunk. A térségben két államnak kell létrejönnie, egy zsidó államnak és egy palesztin államnak. Ez utóbbinak azonban egy demilitarizált övezetben kell létrejönnie.” 2025-ben az ország miniszterelnöke, Mark Carney, bejelentette, hogy 2025 szeptemberében – feltételekkel – elismerik Palesztina függetlenségét.                                                                        | Igen                  | A Nemzetközösség tagja.                                                                               |
| 21. | Kiribati                  | A Csendes-óceáni Közösség szeptember elején Wellingtonban tartott közgyűlése után Kiribati miniszterelnöke bejelentette, hogy országa támogatja Palesztina függetlenségét. | Nem                   | A Nemzetközösség tagja. A Csendes-óceáni Fórum tagja. A Csendes-óceáni Közösség tagja.                |
| 22. | Lettország                | Lettország a két államiság mellett foglalt állást. | Igen                  | Az Európai Unió tagja.                                                                                |
| 23. | Liechtenstein             | Liechtenstein külkapcsolatai viszonylag korlátozottak, az ország külügyeit lényegében Svájc intézi. Liechtenstein azonban, úgy tűnik, hogy a két államiságot pártolja. | Nem                   | |
| 24. | Litvánia                  | Mint az Európai Unió tagállamainak zöme, Litvánia is a két állam mellett foglal állást. | Igen                  | Az Európai Unió tagja.                                                                                |
| 25. | Luxemburg                 | A Jean Asselborn államfővel 2011 márciusában készült interjú után – mely a Jerusalem Postban jelent meg – Izrael Luxemburgot az EU-tagországok közül a legkevésbé barátságosnak könyvelte el. Luxemburg támogatja palesztin állam függetlenségi törekvésit és támogatja a teljes jogú ENSZ-tagság iránti kérelmüket is. | Igen                  | Az Európai Unió tagja.                                                                                |
| 26. | Észak-Macedónia           | Nikola Poposki miniszterelnök bejelentette, hogy országa viszonyulása a palesztin államiság elismeréséhez az Európai Unió állásfoglalásától függ. | Nem                   | Az Európai Unió tagjelöltje.                                                                          |
| 27. | Marshall-szigetek         | A Marshall-szigetek hivatalos álláspontja a palesztin kérdésben nem ismert. Mivel az állam erősen kötődik az Amerikai Egyesült Államokhoz és külpolitikailag erősen korlátozott, nem valószínű, hogy a közeljövőben elismernék a függetlenséget. | Nem                   | A Csendes-óceáni Fórum tagja. A Csendes-óceáni Közösség tagja.                                        |
| 28. | Mianmar                   | Mianmar Szingapúr mellett az el nem kötelezett országok azon kettő tagja közé tartozik, melyek nem ismerték el a függetlenséget. A mianmari kormányzat bejelentette, hogy a két állam létrehozásának pártján áll, melyek között nemzetközileg elismert határok húzódnak. | Nem                   | |
| 29. | Mikronézia                | Bár a Mikronéziai Szövetségi Államok elismeri a palesztin lakosság önrendelkezésez fűződő jogát, Izrael következetes támogatói közé tartozik, ezért nem valószínű, hogy a közeljövőben elismerné Palesztinát. | Nem                   | A Csendes-óceáni Fórum tagja. A Csendes-óceáni Közösség tagja.                                        |
| 30. | Moldova                   | Moldova igyekszik semleges álláspontot képviselni külpolitikájában, így a palesztin kérdésben is. | Igen                  | |
| 31. | Monaco                    | Monaco hivatalos álláspontja a palesztin kérdésben nem ismert. Mivel az ország külpolitikájában erősen kötődik Franciaországhoz, feltehetően annak megfelelően fog állást foglalni a kérdésben. | Nem                   | |
| 32. | Nauru                     | A Csendes-óceáni Közösség szeptember elején Wellingtonban tartott közgyűlése után Kieren Keke miniszterelnök bejelentette, hogy országa támogatja Palesztina lakóinak jogát az önrendelkezésre. | Nem                   | A Nemzetközösség tagja. A Csendes-óceáni Fórum tagja. A Csendes-óceáni Közösség tagja.                |
| 33. | Németország               | Angela Merkel kancellár 2011 áprilisában a palesztin függetlenség kikiáltását egyoldalúnak nevezte, és kitartott amellett, hogy Németország nem fogja addig elismerni Palesztina függetlenségét, amíg azt nem tárgyalták meg kellőképpen Izraellel, és nem hoztak közös döntést az ügyben. Azt is nyilatkozta, hogy „Németország a két államiság pártján van. El szeretnénk ismerni Palesztinát. A tárgyalásoknak minél előbb el kell kezdődnie a két fél között.” A Német Demokratikus Köztársaság 1988. november 18-án elismerte Palesztina függetlenségét, de az NSZK nem és a két Németország egyesítése után sem. | Igen                  | Az Európai Unió tagja.                                                                                |
| 35. | Olaszország               | Silvio Berlusconi miniszterelnök 2011 májusában azt nyilatkozta, hogy Olaszország nem fogja az egyoldalú függetlenséget elismerni. Az Izrael állam elismerésének jubileumán Rómában tartott ünnepség során Izraelt a Közel-Kelet egyetlen valódi demokráciájának nevezte, és biztosította Izraelt, hogy Olaszország továbbra is kiáll mellette és speciális helyzete mellett. Biztosította Izrael államot, hogy országa akár az EU ellenében is támogatni fogja. Ugyanezen év májusában kijelentette, hogy „Nem hisszük, hogy a függetlenség egyoldalú kikiáltásának elismerése segíteni a béke megőrzésében. Hiszem, hogy a békét csak a tárgyalások folytatása után kétoldalúan kialakított megállapodás hozhatja meg.” | Igen                  | Az Európai Unió tagja.                                                                                |
| 36. | Palau                     | A Csendes-óceáni Közösség szeptember elején Wellingtonban tartott közgyűlésén a tagállamok megegyeztek, hogy a két államiságot támogatják. Mivel azonban az állam erősen kötődik az Amerikai Egyesült Államokhoz és külpolitikailag erősen korlátozott, nem valószínű, hogy a közeljövőben elismernék a függetlenséget. | Nem                   | A Csendes-óceáni Fórum tagja. A Csendes-óceáni Közösség tagja.                                        |
| 37. | Panama                    | Panama még nem nyilatkozott, hogy mi az álláspontja a palesztin kérdésben. Ricardo Martinelli elnök mindenesetre kiállt Izrael állam mellett az ENSZ-ben, és a többi latin-amerikai állammal ellentétben nem ismerte el Palesztina függetlenségét. | Nem                   | |
| 38. | Portugália                | 2011 februárjában több kisebb portugál parlamenti párt erősen szorgalmazni kezdte, hogy Portugália ismerje el Palesztinát. A portugál kormányzat nem zárkózik el az elismeréstől, de tart attól, hogy az milyen hatással lesz Izrael állam nemzetbiztonságára. Mint azt Paulo Portas miniszterelnök kijelentette: „Mi mindent megteszünk, hogy Palesztina minél előbb önálló állammá válhasson. De minden olyan intézkedést igyekszünk elkerülni, amelyek veszélyeztethetnék Izrael állam biztonságát.” | Igen                  | Az Európai Unió tagja.                                                                                |
| 39. | Salamon-szigetek          | A Csendes-óceáni Közösség szeptember elején Wellingtonban tartott közgyűlése után Peter Shannel Agovaka miniszterelnök bejelentette, hogy országa támogatja Palesztina függetlenségét és teljes jogú ENSZ-tagságát is. Bejelentette továbbá, hogy a következő kormányülés után fogják hivatalosan elismerni a független palesztin államot. | Nem                   | A Nemzetközösség tagja. A Csendes-óceáni Fórum tagja. A Csendes-óceáni Közösség tagja.                |
| 40. | Szamoa                    | Tuilaepa Aiono Sailele Malielegaoi szamoai miniszterelnök bejelentette, hogy országa a két államiság mellett foglal állást. | Nem                   | A Nemzetközösség tagja. A Csendes-óceáni Fórum tagja. A Csendes-óceáni Közösség tagja.                |
| 41. | San Marino                | San Marino külkapcsolatai korlátozottak, és jelenleg nem áll semmilyen kapcsolatban sem Palesztinával. A San Marino-i kormányzat jó kapcsolatokat ápol Izraellel. 2025-ben az ország miniszterelnöke bejelentette, hogy az év során elismerik Palesztina függetlenségét. | Nem                   | |
| 42. | Svájc                     | Svájc a hagyományosan semlegességi politikára hivatkozva nem foglalt állást a palesztin ügyben. Az ügy felmerült a svájci parlament 2010. augusztus 16-i ülésén, de nem változtak az álláspontok, a képviselők zöme nem foglalt állást az ügyben. | Igen                  | |
| 43. | Szingapúr                 | Szingapúr eddig nem ismerte el a függetlenséget és nem is tervez változtatni álláspontján, ami feltehetően az Izraellel ápolt jó viszonynak köszönhető. | Nem                   | A Nemzetközösség tagja.                                                                               |
| 44. | Tonga                     | A Csendes-óceáni Közösség szeptember elején Wellingtonban tartott közgyűlése után a Palesztin Felszabadítási Szervezet bejelentette, hogy Tonga támogatja Palesztina függetlenségét. | Nem                   | A Nemzetközösség tagja. A Csendes-óceáni Fórum tagja. A Csendes-óceáni Közösség tagja.                |
| 45. | Tuvalu                    | | Nem                   | A Nemzetközösség tagja. A Csendes-óceáni Fórum tagja. A Csendes-óceáni Közösség tagja.                |
| 46. | Új-Zéland                 | Új-Zéland a béke megőrzése érdekében a két államiságot támogatja. Az új-zélandi külpolitika nem kifejezetten az újonnan létrejövő államok elismerésére igyekszik, inkább cselekvések révén nyilvánul meg, nem pedig hivatalos nyilatkozatok formájában. Ez Palesztina esetében azt jelentené, hogy az akkreditált képviseleteinek adna diplomáciai státuszt. | Igen                  | A Nemzetközösség tagja. A Csendes-óceáni Fórum tagja. A Csendes-óceáni Közösség tagja.                |

### Palesztinát el nem ismerő nem ENSZ-tagállam országok
Palesztinának mindenképp fontos a saját államiság nemzetközi elismertségének kivívása, ezért nem igyekszik a nemzetközileg nem elismert államokkal kapcsolatba kerülni, mivel így állást foglalva bizonyos államokat maga ellen fordíthatna.
Épp ezért a Palesztin Nemzeti Hatóság nem áll diplomáciai kapcsolatban a következő államokkal és nem is ismeri el egyiket sem:
 Abházia,  Dél-Oszétia,  Dnyeszter Menti Köztársaság,  Észak-Ciprus,  Koszovó,  Tajvan,  Szomáliföld.
Új-Zéland társult államai csak nagyon korlátozott mértékű külkapcsolatokkal rendelkeznek és egyikük, a  Cook-szigetek és  Niue sem áll diplomáciai kapcsolatban Palesztinával, ahogy a bizonytalan államiságú  Máltai lovagrend sem.

## Nemzetközi szervezetek
| Szervezet              | |
| ---------------------- | --- |
| ENSZ                   | Palesztina 1974 óta az ENSZ megfigyelő státuszú tagja. A teljes tagság iránti kérelmét mindeddig elutasították, mivel a ENSZ Biztonsági Tanácsának csak kettő állandó tagja (Kína és Oroszország) ismerte el független államnak, a másik három tag (Franciaország, az Egyesült Királyság és az Amerikai Egyesült Államok) nem. Ez utóbbi nemrég kijelentette, hogy továbbra is csak megfigyelő státuszban szeretné látni Palesztinát a szervezetben, és szükség szerint élni is fog vétójogával. Tagállamok (148 / 193) Megfigyelők (1 / 2) |
| EU                     | Jelenleg csak azok az EU-tagok ismerték el Palesztina függetlenségét, melyek még az EU-ba való bekerülésük előtt tették ezt meg. Ezek zömmel a volt keleti blokk országai, melyek a Palesztinával való szolidaritást vállalva ismerték el a függetlenséget még 1988-ban. 2009 decemberében az Európa Tanács megfogalmazta, hogy az izraeli-palesztin kérdés az egyik legfontosabb külpolitikai kérdése az EU-nak. Az Európai Unió a két állam elvén van, és nem fogad el változásokat az 1967-es határokhoz képest. Az EU hivatalos álláspontja szerint a palesztin állam fővárosa Jeruzsálem. Jelenleg az Európai Unió a palesztinok függetlenségét támogató szervezetek közül a legjelentősebb. Az Európai Unió támogatja Palesztina függetlenségét, de a teljes ENSZ tagság iránti igényét a tagállamok zöme nem. Az Európai Unió korábban nem szocialista államberendezkedésű államai közül először Svédország ismerte el a függetlenséget, 2014. október 30-án. Tagállamok (12 / 28) Tagjelöltek (5 / 6) |
| Afrikai Unió           | Az Afrikai Unió nem alakított ki egységes álláspontot az elismerés kérdésében, az egyes tagállamok maguk döntenek a kapcsolatfelvétel mellett. Jelenleg a tagállamok zöme elismeri Palesztinát független államnak, csak kettő tagállam nem. Kamerun nagyon szoros gazdasági kapcsolatokban áll Izraellel, ennek tudható be a elismerés hiánya. Az ország hivatalosan a két állam elve alapján függetlenség-párti, de az izraeli befolyás miatt az államnak mér eddig is több problémája volt az Iszlám Konferencia Szervezetének tagjaival. Eritrea szerint a két állam esete a jelenlegi formában nem fog működni, ezért nem támogatja Palesztina függetlenségét. Tagállamok (51 / 53) |
| Arab Liga              | Az Arab Liga nem alakított ki egységes álláspontot az elismerés kérdésében, az egyes tagállamok maguk döntenek a kapcsolatfelvétel mellett. Ennek ellenére az Arab Liga a függetlenség leglelkesebb támogatója, a tagállamok zöme már 1988-ban elismerte a függetlenséget, és mára a szervezet minden tagja és Eritrea kivételével a megfigyelők is valamennyien elismerték a függetlenséget. Tagállamok (22 / 22) Megfigyelők (3 / 4) |
| OIC                    | Az Iszlám Konferencia Szervezete nem alakított ki egységes álláspontot az elismerés kérdésében, az egyes tagállamok maguk döntenek a kapcsolatfelvétel mellett. Az OIC is erősen függetlenség-párti szervezet, mára a teljes jogú tagok közül csak Kamerun nem ismerte el a függetlenséget. Tagállamok (55 / 56) Megfigyelők (4 / 6) |
| Nemzetközösség         | Palesztina már jelezte csatlakozási igényét a Nemzetközösségbe. Eddig azonban a tagállamok egy része (19 állam) még nem lépett diplomáciai kapcsolatba az országgal. Tagállamok (36 / 53) |
| Karib-tengeri Közösség | A Karib-tengeri Közösség a két állam elvét támogatja, nemzetközileg rögzített határokkal. Tagállamok (15 / 15) |
| Csendes-óceáni Fórum   | A Csendes-óceáni Fórum tagállamai a szeptember elején Wellingtonban tartott közgyűlésen megállapodtak, hogy támogatják Palesztina függetlenségét és a két államiság mellett foglalnak állást. A Fórum 16 tagállamából azonban az Amerikai Egyesült Államokkal szoros kapcsolatot tartó, korlátozott külügyi függetlenséggel bíró három állam (Marshall-szigetek, Mikronézia, Palau) valószínűleg nem fogja a közeljövőben elismerni Palesztina függetlenségét. Új-Zéland két társult államának a Cook-szigeteknek és Niuénak az álláspontja nem ismert, de mivel ezen államok nagyon korlátozott külkapcsolatokkal rendelkeznek, igen valószínűtlen, hogy a közeljövőben nyilatkozatot tegyenek. A Közösség a tagállamokra bízza az elismerés és a diplomáciai kapcsolat felvételének dátumát. Tagállamok (2 / 16) |

## Fordítás
- Ez a szócikk részben vagy egészben  az   International recognition of the State of Palestine című angol Wikipédia-szócikk fordításán alapul.  Az eredeti cikk szerkesztőit annak laptörténete sorolja fel. Ez a jelzés csupán a megfogalmazás eredetét és a szerzői jogokat jelzi, nem szolgál a cikkben szereplő információk forrásmegjelöléseként.